# Tarcisio Bertone
Tarcisio Bertone (født 2. december 1934 i Romano Canavese i Italien) har fra 15. september 2006 været kardinalstatssekretær i den romerske kurie, fra april 2007 desuden camerlengo, og er emeritert Ærkebiskop af Genova.
Tarcisio Bertone ses som en af favoriterne til at tage over efter Benedikt 16., i hvert fald hvis man skal tro flere internationale netmedier. Hvor han er en af de kardinaler som er nævnt som bud på en ny pave: